# Mali šeststrani heksekontaeder
| Mali šeststrani heksekontaeder                      | Mali šeststrani heksekontaeder                         |
| --------------------------------------------------- | ------------------------------------------------------ |
|                                                     |                                                        |
| Vrsta                                               | zvezdni polieder                                       |
| Elementi                                            | F = 60, E = 180, V =112 ({\displaystyle \chi \,} = -8) |
| Grupa simetrije                                     | Ih, [5,3], *532                                        |
| Sklici                                              | DU32                                                   |
| mali prirezan ikozikozidodekaeder (dualni polieder) |                                                        |

Mali šeststrani heksekontaeder je nekonveksen  izoederski polieder. Je dualno telo uniformnega malega ikozikozidodekaedra.

## Vir
- Wenninger, Magnus (1983), Dual Models, Cambridge University Press, ISBN 978-0-521-54325-5, MR730208